# The Vanishing Legion
Pour plus de détails, voir Fiche technique et Distribution.
The Vanishing Legion est un serial américain de B. Reeves Eason et Ford Beebe, sorti en 1931.

## Synopsis
Un mystérieux méchant masqué, nommé La Voix, cherche à saboter la Milesburg Oil Co, tandis que Happy Cardigan doit réussir à forer du pétrole avant l'expiration de son contrat avec Milesburg ou il fera faillite. Le père de Jimmie Williams, Jed, se retrouve piégé sous l'implication de meurtre. Jimmie et Cardigan vont alors faire équipe pour vaincre La Voix et résoudre les mystères qui entourent Milesburg...

## Fiche technique
- Titre français : The Vanishing Legion
- Réalisation : B. Reeves Eason et Ford Beebe
- Scénario : Ford Beebe, Wyndham Gittens et Helmer Walton Bergman
- Photographie : Benjamin H. Kline et Ernest Miller
- Pays d'origine : États-Unis
- Format : Noir et blanc - 1,37:1 - Mono
- Genre : western
- Date de sortie : 1931

## Distribution
- Harry Carey : Happy Cardigan
- Edwina Booth : Caroline Hall
- William Desmond : Milesburg Sheriff
- Frankie Darro : Jimmie Williams
- Philo McCullough : Stevens
- Yakima Canutt : Yak  / Bill Peters
- Lafe McKee : T. J. Hornbeck
- Bob Kortman : Henchman Marno
- Edward Hearn : Jed Williams
- Paul Weigel : Directeur Larribee
- Frank Brownlee : Directeur Bishop
- Olive Carey : Infirmière Lewis
- Robert D. Walker : Directeur Allen
- Tom Dugan : Directeur Warren
- Pete Morrison : Brady / Député Crooked
- Boris Karloff : la voix (voix) (non crédité)
- Walter Miller : Narrateur (voix) (non crédité)